# Piotr Siejka (muzyk)
Piotr Siejka (ur. 1973 w Warszawie) – polski muzyk, kompozytor i producent muzyczny.
Współpracował z takimi artystami, jak m.in. Edyta Górniak, Natalia Kukulska, Łukasz Zagrobelny, Kasia Cerekwicka, Magda & Indigo.
Jest kompozytorem utworu „Jak najdalej”, wykonywanego przez Edytę Górniak. Skomponował i wyprodukował wszystkie utwory z płyty Kasi Cerekwickiej – Feniks (w tym singel „Na kolana”). Jest kompozytorem wielu utworów na płycie – Cuda, Magdy & Indigo (w tym singla „Pewnie dlatego”) oraz producentem całego albumu.
Jego brat Filip Siejka również jest muzykiem, natomiast stryj – Piotr Figiel był pianistą jazzowym i kompozytorem muzyki filmowej.

## Dyskografia
| Rok  | Album                                | Uwagi                                                                                | Źródło |
| ---- | ------------------------------------ | ------------------------------------------------------------------------------------ | ------ |
| 2001 | Perła – Edyta Górniak                | muzyka, instrumenty klawiszowe, programowanie                                        | [ 4 ]  |
| 2006 | Perfect Symfonicznie – Perfect       | aranżacja utworów „Miłość rośnie w nas” i „Niepokonani”                              | [ 5 ]  |
| 2007 | Pokój 203 – Kasia Cerekwicka         | muzyka, produkcja muzyczna                                                           | [ 6 ]  |
| 2007 | Myśli warte słów – Łukasz Zagrobelny | produkcja muzyczna, instrumenty klawiszowe                                           | [ 7 ]  |
| 2009 | Cuda – Magda & Indigo                | instrumenty klawiszowe, programowanie, produkcja muzyczna                            | [ 8 ]  |
| 2010 | Fe-Male – Kasia Cerekwicka           | instrumenty klawiszowe, programowanie, wokal wspierający, muzyka, produkcja muzyczna | [ 9 ]  |
| 2015 | W chmurach – Maja Hyży               | muzyka, produkcja muzyczna                                                           | [ 10 ] |
| 2015 | Między słowami – Kasia Cerekwicka    | muzyka, produkcja muzyczna                                                           | [ 11 ] |